# بوب فروليش
بوب فروليش (بالإنجليزية: Bob Froehlich)‏ هو شخصية أعمال أمريكي، ولد في 28 أبريل 1953 في بيتسبرغ في الولايات المتحدة.